# Macquenoise
Macquenoise is een dorp in de Belgische provincie Henegouwen, en een deelgemeente van de Waalse gemeente Momignies waarvan het afgesplitst werd in 1867 om een zelfstandige gemeente te worden.
Macquenoise bleef zelfstandig, tot het bij de gemeentelijke herindeling van 1977 terug toegevoegd werd aan de gemeente Momignies.
Het is het enige dorp in België dat volledig behoort tot het bekken van de Oise, waarvan de bron in de naburige gemeente Bourlers ligt.
In het dorp is in 1969 een antropomorfe menhir gevonden die volgens een inscriptie de godheid Iverix voorstelt.

## Demografische ontwikkeling
- Bronnen:NIS, Opm:1831 tot en met 1970=volkstellingen

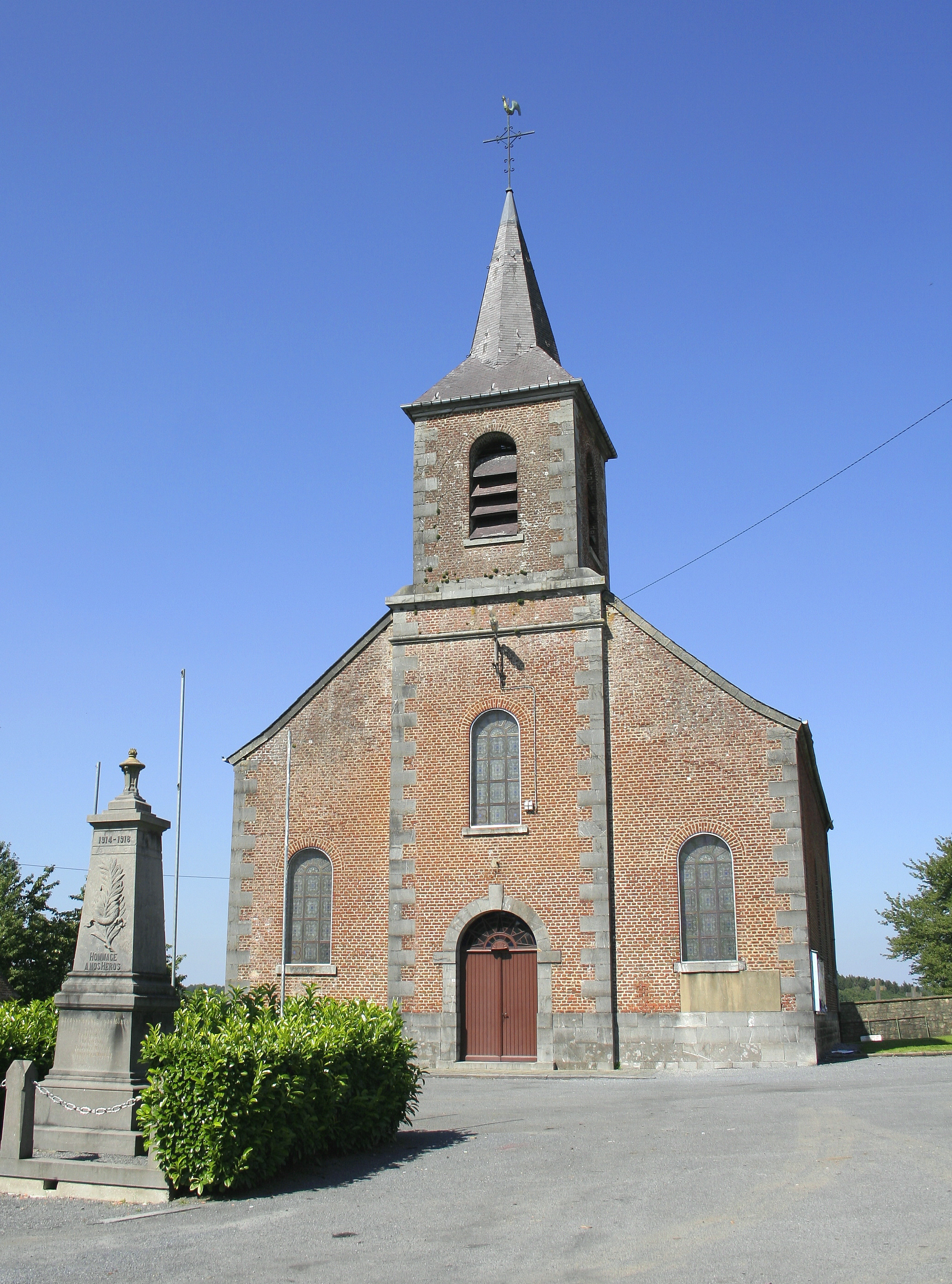
Eglise Saint-Amand